# Mojaisk
Mojaisk - Можайск (rus) - és una ciutat de l'óblast de Moscou, a Rússia. És a 110 km a l'oest de Moscou, sobre la via històrica que va cap a Smolensk i a Polònia.
A l'oest de Mojaisk hi ha un poble petit anomenat Borodinó, on hi hagué la batalla de Borodinó entre l'exèrcit francès dirigit per Napoleó Bonaparte i l'exèrcit d'Alexandre I de Rússia.

## Demografia
| 4.800 | 5.100 | 11.800 | 15.700 | 20.300 | 27.100 | 30.700 | 31.200 | 31.459 | 30.888 | 30.151 | 30.595 |